# Haji Aliyev
Haji Azar oghlu Aliyev (em azeri:  Hacı Azər oğlu Əliyev; Naquichevão, 21 de abril de 1991) é um lutador de estilo-livre azeri, medalhista olímpico.

## Carreira
Aliyev competiu na Rio 2016, na qual conquistou a medalha de bronze, na categoria até 57 kg.